# Famille Erőss
La famille Erőss de Csíkszentmiklós, Lengyelfalva et Bethlenfalva (en hongrois : csíkszentmiklósi, lengyelfalvi és bethlenfalvi Erőss család) était une famille aristocratique hongroise.